# ورزشگاه آرتورو کولانا

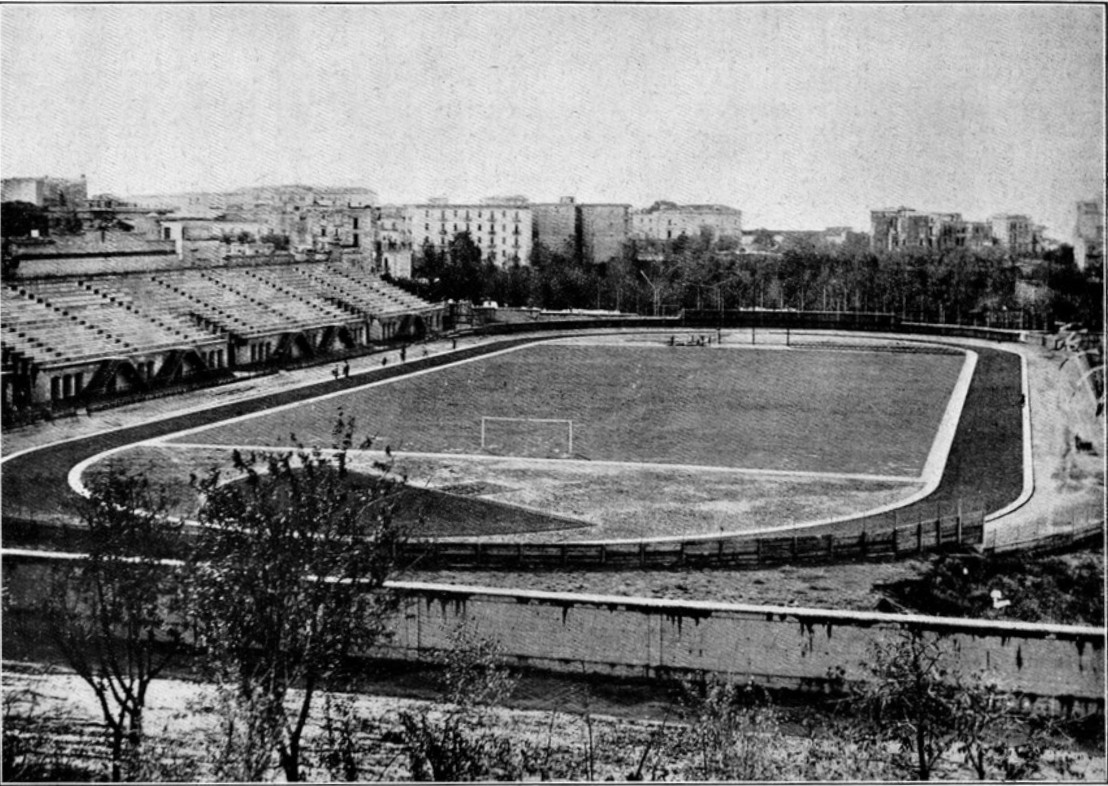
ورزشگاه آرتورو کولانا در سال ۱۹۲۹

ورزشگاه آرتورو کولانا یکی از ورزشگاه‌های فوتبال در شهر ناپل ایتالیا است که در محلهٔ وُمِرو در این شهر قرار دارد. این زمین فوتبال در اواخر دههٔ ۱۹۲۰ میلادی و با نام Stadio XXVIII Ottobre افتتاح شد.
باشگاه فوتبال ناپولی در فصل‌های ۱۹۳۳–۳۴، که ورزشگاه جورجو آسکارلی دچار مشکلاتی شد، در این ورزشگاه به میزبانی بازی‌های خانگی خود پرداخت. پس از جنگ جهانی دوم این ورزشگاه تا مدتی با نام Stadio della Liberazione شناخته شد. باشگاه ناپولی بعدها در سال ۱۹۵۹ به ورزشگاه سن پائولو نقل مکان کرد.
از دهه‌ی۱۹۶۰ باشگاه دیگری از این شهر به نام اینترناپولی در این زمین بازی می‌کرد. در سال ۱۹۷۰ با بازسازی گستردهٔ این ورزشگاه، به یک زمین چندمنظوره بدل شد و هم‌اکنون برای ورزش‌های دیگری من‌جمله راگبی هم قابل استفاده می‌باشد.